# Caroline Skeel
Caroline Anne James Skeel, née le 9 février 1872 à Londres et morte le 25 février 1951, à Hendon, est une historienne britannique. Elle est professeure d'histoire et bibliothécaire à Westfield College, spécialiste de l'histoire économique et sociale du pays de Galles dont sa famille est originaire.

## Biographie
Caroline Skeel naît à Hampstead, à Londres, la sixième des sept enfants de William James Skeel, négociant, et  d'Anne James. Ses parents sont originaires de Pembrokeshire, au pays de Galles. Elle fait ses études secondaires à Hampstead puis à Notting Hill High School, entre 1884 et 1890. Elle obtient les meilleures notes aux examens universitaires de Cambridge et bénéficie d'une bourse d'études pour faire ses études à Girton College, Cambridge, en 1891. Elle obtient une mention très bien aux tripos classiques en 1894, puis l'année suivante, une mention très bien en histoire, à une époque où l'université de Cambridge ne délivre pas de diplômes aux étudiantes. Elle obtiendra ultérieurement, en 1926, un master de Cambridge.
Caroline Skeel est nommée maître de conférences invitée, en études classiques et en histoire, à Westfield College, en 1896. Elle publie son premier ouvrage, Travel in the First Century A.D. en 1901, ouvrage récompensé par le prix Gibson décerné par Girton College. Elle entreprend des recherches doctorales à la London School of Economics, et soutient sa thèse d'histoire moderne intitulée The Council in the Marches of Wales: A study in local government in the sixteenth and seventeenth centuries en 1904.
Caroline Skeel cumule des fonctions de maître de conférences en histoire et de bibliothécaire du collège à partir de 1902. Elle a des problèmes de santé liés à une dépression, et prend un congé entre 1907 et 1911. Elle reprend ensuite ses fonctions, et dirige le département d'histoire de 1911 à 1919. Elle est nommée professeure de l'université de Londres en 1925, et est secrétaire du conseil d'histoire de l'université, de 1902 à 1906. En 1924, elle publie un article sur l'industrie de la laine au pays de Galles, et contribue à l'ouvrage sur cette province, dirigé par l'historien Robert William Seton-Watson (en). En 1926, elle a soumet une communication scientifique, intitulée The Cattle Trade Between England and Wales in the 15th to 18th Centuries, à la Royal Historical Society.
Skeel est membre de la Royal Historical Society, de 1914 à 1928, membre du conseil de la société et du comité des publications de 1921 à 1927. Elle est membre de la Classical Association et de plusieurs autres sociétés savantes.
Elle prend une retraite académique anticipée, en raison de problèmes de santé, en 1929, et s'installe à Hendon, où elle meurt des suites d'un accident vasculaire cérébral, le 25 février 1951. Elle lègue 50 000 £ à Westfield College.

## Hommages et distinctions
- 1914 : médaille Henry Hutchison et le Gamble Prize, pour son essai sur les œuvres de John William Fortesque[3].
- La bibliothèque de Westfield College porte son nom[7].